# حسن عبد الله باحارثة
حسن عبد الله باحارثة هو شاعر يمني. ولد عام 1954 في مدينة سيئون في محافظة حضرموت. ويعد من أشهر شعراء الدان والشبواني. وهو موظف بوزارة الثقافة والسياحة.حيث وقد توفي في عام  2017

## أعماله
صدرت له الدواوين التالية:
- أنين وحنين (1988).
- يقول بوحارث (1990).
- النقش بالدان (1993).
- على بساط الدان (1998).
- من بلاد الدان (1998).
- دندنة (2003).